# OLT Express
OLT Express (vroegere namen: Jet Air, OLT Jetair, Yes Airways) is een Poolse luchtvaartmaatschappij, die zowel charter- en lijnvluchten uitvoert. De luchtvaartmaatschappij is gevestigd in Gdańsk.

## Geschiedenis
Jet Air begon haar activiteiten in 2001 in de zakelijke luchtvaartsector, als makelaar die diensten verleend (kleine vliegtuigen en helikopters) aan lokale ondernemers en bedrijven. Jet Air voerde voor LOT Polish Airlines in de winter 2005/06 vluchten uit met drie BAe Jetstream 32 vliegtuigen, op routes waar minder vraag naar was (zoals naar Zielona Góra, Bydgoszcz, en Rzeszów).
Nadat LOT Polish Airlines bekendmaakte dat ze zouden gaan snijden in de kosten is Jet Air in 2007 begonnen met het zelfstandig uitvoeren van lijnvluchten naar verschillende bestemmingen.
Vanaf Oktober 2010 heeft Jet Air in opdracht van Ostfriesische Lufttransport (OLT) vluchten uitgevoerd vanaf Bremen Airport naar onder meer Nuremberg Airport en Brussels Airport. Deze vluchten zijn per Mei 2011 komen te vervallen.
In augustus 2011 Jet Air omgedoopt tot OLT Jetair nadat het werd gekocht door de Poolse firma Amber Gold, tevens eigenaar van een andere Poolse luchtvaartmaatschappij,Yes Airways, en een Duitse luchtvaartmaatschappij, Ostfriesische Lufttransport. In februari 2012 zijn OLT Jetair en Yes Airways samengevoegd tot een nieuwe luchtvaart: OLT Express.